# Geophagus winemilleri
Geophagus winemilleri är en fiskart som beskrevs av López-fernández och Donald C.Taphorn 2004. Geophagus winemilleri ingår i släktet Geophagus och familjen Cichlidae. Inga underarter finns listade i Catalogue of Life.